# Duhem-margules-vergelijking
De vergelijking van Duhem en Margules, genoemd naar Pierre Duhem (1861-1916) en Max Margules (1856-1920), is een thermodynamische relatie tussen de molfracties in de vloeistof ({\displaystyle x_{1}} en {\displaystyle x_{2}}) en in de gasfase ({\displaystyle y_{1}} en {\displaystyle y_{2}}) waarbij de gasfase als  ideaal gas wordt beschouwd:
{\displaystyle \left({\frac {\mathrm {d} \ln y_{1}}{\mathrm {d} \ln x_{1}}}\right)_{T,p}=\left({\frac {\mathrm {d} \ln y_{2}}{\mathrm {d} \ln x_{2}}}\right)_{T,p}}
En daar {\displaystyle p_{i}=y_{i}\,p_{\text{systeem}}}, geldt:
{\displaystyle \left({\frac {\mathrm {d} \ln p_{1}}{\mathrm {d} \ln x_{1}}}\right)_{T,p}=\left({\frac {\mathrm {d} \ln p_{2}}{\mathrm {d} \ln x_{2}}}\right)_{T,p}}
waarin {\displaystyle p_{i}} de partiële dampdruk is en {\displaystyle x_{i}} de molaire fractie van component {\displaystyle i} in de vloeistoffase is.
De relatie is verbonden met de vergelijking van Gibbs-Duhem vanuit de definitie dat de partiële druk {\displaystyle p_{i}} gerelateerd is met de verzadigde dampdruk {\displaystyle p_{{\text{sat}},i}} van component {\displaystyle i}  door:
{\displaystyle \ln p_{i}=\ln \left(p_{sat,i}\gamma _{i}x_{i}\right)=\ln \left(p_{{\text{sat}},i}\right)+\ln \left(\gamma _{i}\right)+\ln \left(x_{i}\right)},
Hierin is {\displaystyle \gamma _{i}} de activiteitscoëfficiënt van component {\displaystyle i}.
Daar {\displaystyle p_{{\text{sat}},i}} onafhankelijk is van de molfractie geldt:
{\displaystyle \left({\frac {\mathrm {d} \ln \gamma _{1}}{\mathrm {d} \ln x_{1}}}\right)_{T,p}+1=\left({\frac {\mathrm {d} \ln \gamma _{2}}{\mathrm {d} \ln x_{2}}}\right)_{T,p}+1}
En dus:
{\displaystyle x_{1}\left({\frac {\mathrm {d} \ln \gamma _{1}}{\mathrm {d} x_{1}}}\right)_{T,p}=x_{2}\left({\frac {\mathrm {d} \ln \gamma _{2}}{\mathrm {d} x_{2}}}\right)_{T,p}}